# Vrede van Sint-Petersburg (1762)

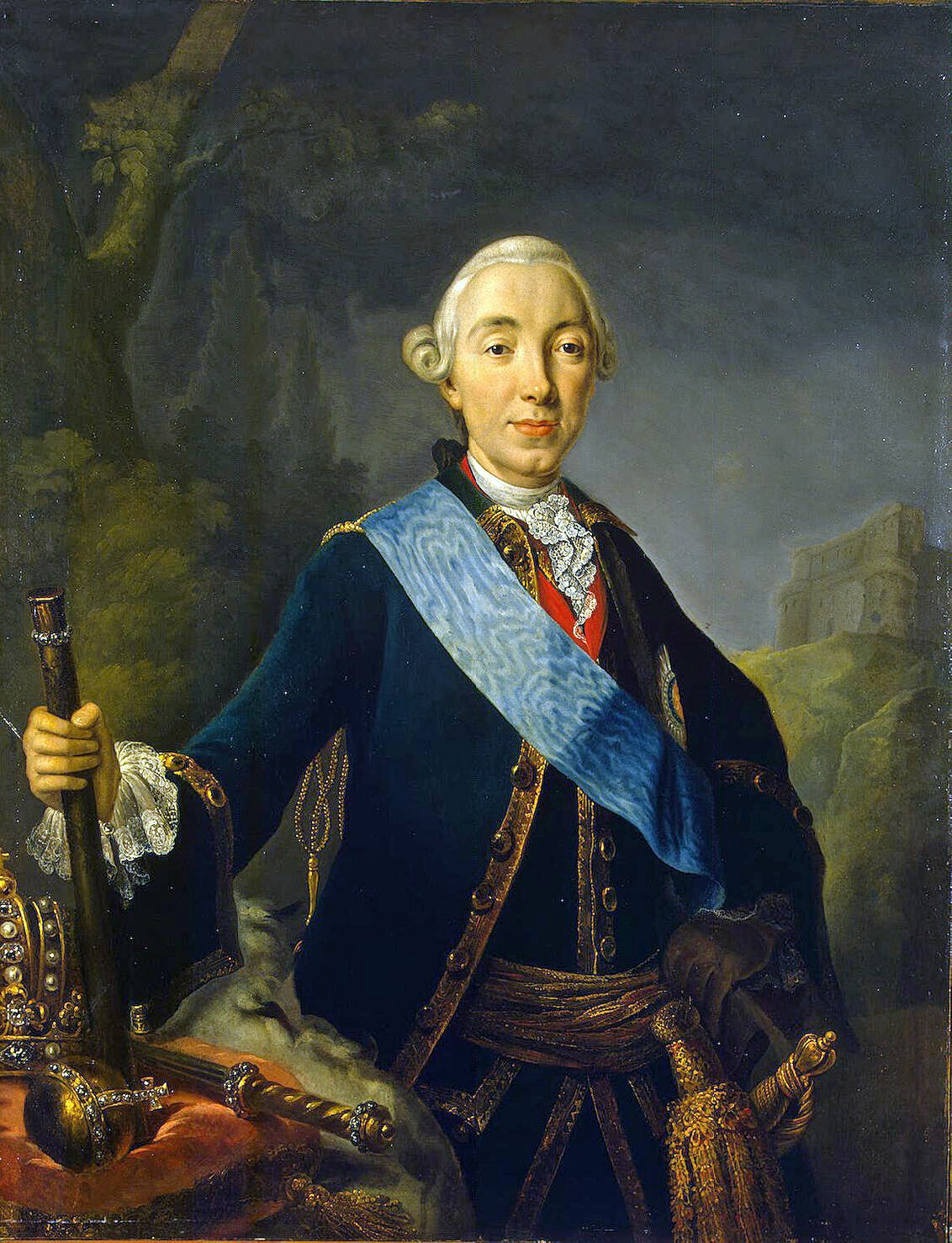
De pro-Pruisische tsaar Peter III van Rusland sloot onmiddellijk na zijn aantreden vrede met Pruisen, maar werd al na enkele maanden vermoord

De Vrede van Sint-Petersburg, ook wel Verdrag van Sint-Petersburg genoemd, was een vredesverdrag tussen Pruisen en het Russische Rijk, gesloten op 5 mei 1762 in de Russische hoofdstad Sint-Petersburg.
De Vrede van Sint-Petersburg wordt ook wel het "mirakel van het huis Brandenburg" of "mirakel van het huis Hohenzollern" genoemd, omdat Pruisen en het Pruisische koninklijke huis Hohenzollern door puur toeval – de dood van de Russische tsarina Elisabeth en opvolging door de pro-Pruisische Peter III – op het nippertje gered werden.

## Achtergrond
Pruisen en Rusland stonden tegenover elkaar tijdens de Zevenjarige Oorlog. De oorlog tegen de Russen verliep rampzalig voor Pruisen. De Pruisische koning Frederik de Grote was de wanhoop nabij en dacht zelfs aan zelfmoord na de grote nederlaag tegen de Russen en Oostenrijkers in de Slag bij Kunersdorf (1759) en de kortstondige Russische inname van Berlijn. In 1762 verloren de Pruisen hun laatste haven aan de Oostzee, Kolberg, aan de Russen.
De Pruisen hadden echter geluk. Op 5 januari 1762 stierf de Russische tsarina Elisabeth. De nieuwe tsaar, Peter III, was van oorsprong een Duitse hertog, zeer Pruisischgezind en een grote bewonderaar van Frederik de Grote. Hij sloot dan ook onmiddellijk een wapenstilstand met Pruisen (de Wapenstilstand van Stargard, 16 maart 1762) gevolgd door een definitief vredesverdrag, de Vrede van Sint-Petersburg, op 5 mei.

## Verdrag
Het verdrag was zeer gunstig voor Pruisen. Rusland kwam overeen om, zonder enige compensatie, de veroverde Pruisische gebieden Oost-Pruisen, Achter-Pommeren en Neumark te ontruimen en terug te geven aan Pruisen.
Rusland en Pruisen sloten ook een militair bondgenootschap en Rusland stuurde 20.000 troepen naar Silezië om de Pruisen te steunen tegen de Oostenrijkers. Pruisen op haar beurt beloofde de claim van tsaar Peter III (als hertog van Holstein-Gottorf) op Holstein en Sleeswijk te steunen.

## Nasleep
Peter III sloot niet alleen vrede met Pruisen maar bemiddelde ook nog bij de Vrede van Hamburg tussen Pruisen en Zweden.
De tsaar bleef maar zeven maanden op de troon. Hij was zeer onpopulair bij de Russische adel vanwege zijn pro-Pruisische standpunt, en werd afgezet en opgevolgd door zijn vrouw Catherina de Grote. Een week later, op 17 juli 1762, werd de ex-tsaar onder onduidelijke omstandigheden vermoord. Met de vrede tussen Pruisen en Rusland was de weg vrij voor de Poolse Delingen, waarbij de Pruisen, Russen en Oostenrijkers het Pools-Litouwse Gemenebest tussen zich opdeelden. Catharina tekende in 1764 een niet-aanvalsverdrag met Pruisen.
Door de vrede met Rusland en Zweden hadden de Pruisen de handen vrij om zich te concentreren op Oostenrijk. Ze versloegen de Oostenrijkers in de Slag bij Burkersdorf op 21 juli 1762 en in de Slag bij Freiberg (de laatste grote veldslag van de Zevenjarige Oorlog) op 29 oktober, en konden zo Silezië heroveren op de Oostenrijkers. Op 24 november 1762 sloten de Pruisen en Oostenrijkers een wapenstilstand, gevolgd door de Vrede van Hubertusburg op 15 februari 1763. De Zevenjarige Oorlog tussen Frankrijk en Pruisen was geëindigd met de Vrede van Parijs op 10 februari 1763.